# Čindžu
Čindžu je město v Jižní Koreji v provincii Jižní Kjongsang. Během Imdžinské války bylo dvakrát obleženo Japonci - poprvé v roce 1592 a podruhé v roce 1593. Dnes je zde umístěno velitelství jihokorejských vzdušných sil. Mezi zdejší turistické atrakce patří Čindžuský hrad, muzeum Imdžinské války a archeologické naleziště Tepchjong. Ve městě se také připravuje speciální místní varianta korejského národního jídla pibimbapu.

## Partnerská města
- Andong, Jižní Korea (2004)
- Asan, Jižní Korea (2004)
- Čeng-čou, Čína (2000)
- Eugene, Spojené státy americké (1961)
- Kitami, Japonsko (1985)
- Kjóto, Japonsko (1999)
- Macue, Japonsko (1999)
- Omsk, Rusko (2007)
- Sunčchon, Jižní Korea (1998)
- Winnipeg, Kanada (1992)